# Baolong, Tongnan
Baolong (kinesiska: 宝龙) är en köping i sydvästra Kina. Den ligger i stadsdistriktet Tongnan i storstadsområdet Chongqing, omkring 110 kilometer nordväst om det centrala stadsdistriktet Yuzhong. Antalet invånare är 14 600. Befolkningen består av 7 280 kvinnor och 7 320 män. Barn under 15 år utgör 20,0 %, vuxna 15-64 år 62 %, och äldre över 65 år 17,0 %.